# Frank Mobley
Frank Mobley (* 21. November 1868 in Birmingham; † 9. Februar 1956 ebenda) war ein englischer Fußballspieler.

## Sportlicher Werdegang
Mobley spielte zu Beginn seiner Fußballerlaufbahn für verschiedene lokale Klubs in seiner Geburtsstadt Birmingham. 1886 schloss er sich dem seinerzeit noch aufgrund der wenige Jahre zuvor erfolgten Gründung von Mitarbeitern des Unternehmens Singer als Singers FC antretenden Coventry City an, der in der regionalen Meisterschaft der entsprechenden Grafschaft antrat. 
1892 wechselte Mobley in die Football League und schloss sich dem damals als Small Heath benamten Birmingham City an, der in die frisch gegründete Second Division aufgenommen worden war.  In der Auftaktsaison 1892/93 gewann der Stürmer an der Seite von unter anderem Mannschaftskapitän Caesar Jenkyns, Chris Charsley, Fred Wheldon und Jack Hallam mit dem Klub die Zweitligameisterschaft, mangels einer automatischen Aufstiegsregelung trat er mit der Mannschaft anschließend in Testspielen gegen Newton Heath zum Nachweis der Erstligatauglichkeit an. Nach einem 1:1-Remis verpasste der Klub mit einer 2:5-Niederlage im Wiederholungsspiel die Aufnahme in die First Division. In der folgenden Spielzeit war er mit 23 Saisontoren einer der Garanten für die Vizemeisterschaft hinter dem im Saisonverlauf ohne Niederlage gebliebenen Liganeuling FC Liverpool und krönte sich damit zum Torschützenkönig. Nach einem 3:1-Erfolg über den FC Darwen im anschließenden Testspiel erhielt der Klub ausreichend Stimmen bei der folgenden Sitzung des Ligaverbands zur Aufnahme in die First Division. Am Ende der Spielzeit 1895/96 reichte es nur zum vorletzten Platz, in den anschließenden vier Testspielen gelang nur ein Sieg und der Klub wurde in die Zweitklassigkeit versetzt. Anschließend schloss er sich dem Erstligisten FC Bury an, den er später in Richtung Gravesend United verließ. Rund um das Jahr 1900 spielte er erneut beim mittlerweile in Coventry City umbenannten Klub.